# Otto Lagercrantz
Carl Otto Lagercrantz, född 26 februari 1868 i Näsby, Jönköpings län, död 13 januari 1938 i Uppsala, var en svensk klassisk filolog.

## Biografi
Lagercrantz studerade vid Uppsala universitet och disputerade 1898 på avhandlingen Zur griechischen Lautgeschichte.  Efter att ha varit docent i Uppsala var han från 1907 till 1913 docent i klassiska språk vid Göteborgs högskola och därefter professor i samma ämne. Från 1919 till 1933 var han professor i grekiska språket och litteraturen vid Uppsala universitet. Han var även rektor vid sistnämnda lärosäte mellan 1 oktober 1932 och 1 juni 1933.
Hans främsta arbete är Papyrus graecus Holmiensis där han i detalj går igenom en papyrusbok med kemiska recept. Arbetet med den gjorde att han blev en internationellt erkänd auktoritet inom den antika alkemin och från 1924 medutgivare av områdets standardverk Catalogue des manuscrits alchimiques grecs som utgavs i Bryssel. I en rad småskrifter berörde han ämnen som det grekiska dramat eller nytestamentliga skrifter.
Lagercrantz tillhörde i Göteborg det så kallade Lördagslaget, som samlades om lördagarna bland annat för att dryfta politiska frågor. Sällskapet räknade även bland andra Henrik Almstrand, Leonard Jägerskiöld, Ernst Hagelin, Otto Sylwan, Ludvig Stavenow, Erik Björkman, Axel Romdahl, Evald Lidén, Axel Nilsson, Erland Nordenskiöld, Gösta Göthlin, Albert Lilienberg och Peter Lamberg.

## Familj
Otto Lagercrantz tillhörde den sjätte yngre grenen av adliga ätten nr 1011 Lagercrantz. Han var sonson till Elias Fredrik Wilhelm Lagercrantz. Otto Lagercrantz gifte sig 1916 med konstnären Siri Magnus-Lagercrantz. Deras son var Carl Lagercrantz. Makarna är begravda på Uppsala gamla kyrkogård.